# Amiral Aube
L’Amiral Aube est un croiseur cuirassé  de la classe Gloire qui a été construit pour la Marine française dans les années 1900, portant le nom du vice-amiral Théophile Aube (1826-1890) qui fut ministre de la Marine en 1886.

## Conception et description

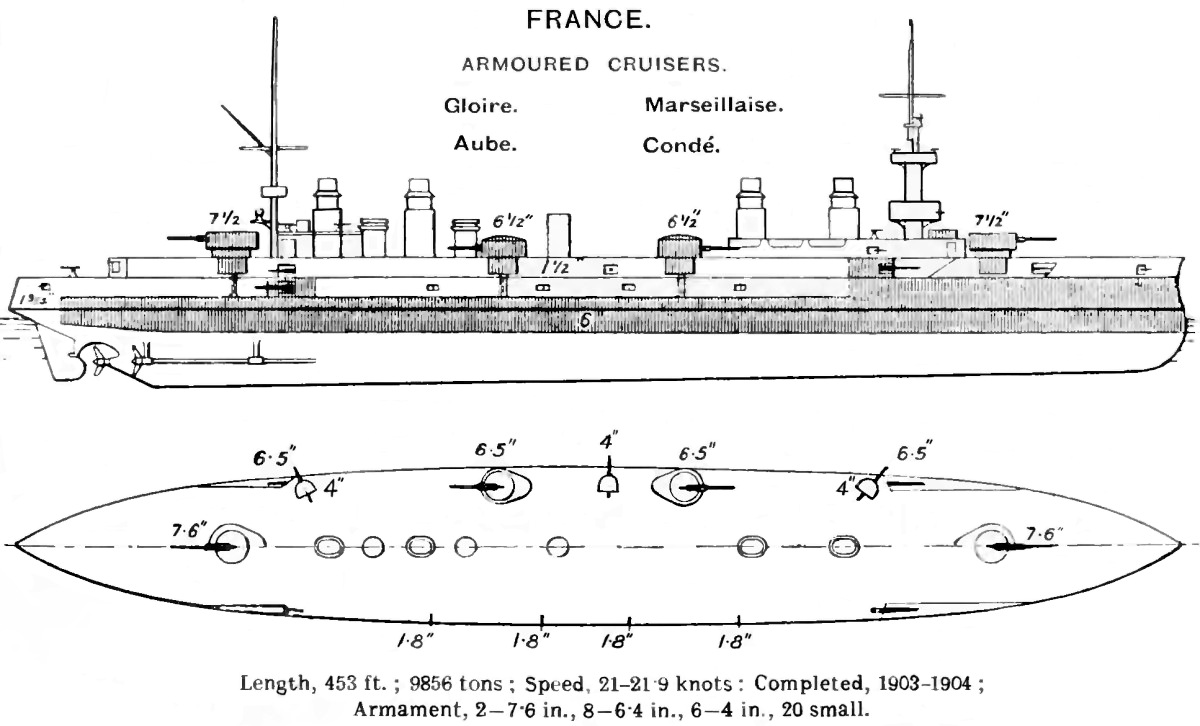
Plan des navires de la.

Les navires de classe Gloire ont été conçus comme des versions agrandies et améliorées par Émile Bertin des cuirassés de la classe Gloire des années 1850.
Les plans et des photographies du croiseur Amiral Aube sont consultables auprès du Service historique de la Défense.

## Historique
Le croiseur cuirassé Amiral Aube fait partie d'une série de navires dits classe Dupleix, de dimensions plus modestes que ceux de la classe Gloire, mais considérés au tout début du XXe siècle comme plus adaptés aux exigences des guerres maritimes modernes.
Son premier voyage est une visite d'amitié réalisée avec toute une escadre française dans le cadre de l'Entente cordiale à Portsmouth en août 1905. D'août 1905 à juin 1907 il fait partie de l'escadre du Nord et est alors sous le commandement du capitaine de vaisseau Lefèvre ; en 1908, sous le commandement du capitaine de vaisseau Élie Serres, il fait partie de l'escadre du Nord et est envoyé aux îles Saint-Pierre-et-Miquelon pour effectuer la recherche du cargo mixte à vapeur Nuestria qui a disparu corps et biens; il effectue une visite à New York début décembre 1908. Le 14 décembre 1908, une chaloupe (vedette à vapeur) de l’Amiral-Aube, se rendant  dans le Barachois de Saint-Pierre, par violent coup de vent accompagné de poudrin, sombre en rade ; les 7 marins qui la montaient disparaissent. Le 25 septembre 1911, lors de l'explosion du cuirassé Liberté en rade de Toulon, le cuirassé Amiral Aube qui se trouvait à proximité enregistre sept morts.
En 1912, il est mis en réserve, mais reprend du service dès novembre 1913. En juillet-août 1914, le navire conduit Raymond Poincaré, président de la République, en Russie (Kronstadt) et en Suède (Stockholm). En Manche lors de la déclaration de guerre en août 1914, il est basé en Méditerranée orientale de septembre 1914 à 1916, affecté à l'escadre du Levant (il est torpillé le 21 septembre 1914 par un sous-marin autrichien U12 dans le canal d'Otrante et rallie Malte le 26 décembre 1914 pour y être réparé), puis en juin 1917 à l'escadre des Antilles.
Entre le 28 mai 1918 et le 10 novembre 1918, l’Amiral-Aube, commandé alors par Louis Jules Petit, qui a appareillé de Brest le 7 mars 1918 et s'est ravitaillé à Scapa Flow, est en mer Blanche, accostant à Vologda, Arkhangelsk (remontant l'estuaire de la Dvina) et Mourmansk, participant avec d'autres navires français et anglais (le Glory, le Cochrane, etc.) commandés par l'amiral anglais Kemp au soutien de la contre-révolution blanche contre la Russie bolchévique, en particulier lors du coup de main de Tchapline qui, à la tête de 500 hommes, prend Arkhangelsk dans la nuit du 1er au 2 août 1918. L'hebdomadaire L'Illustration datant de juin 1918 en montre une photo et trois marins français au moins moururent pendant cette opération, mais pas de faits de guerre.
L’Amiral Aube est à  nouveau mis en réserve le 1er octobre 1919 à Lorient, avant d'être radié et vendu à la démolition, toujours à Lorient, en 1922. Quatre canons provenant du navire sont alors placés à la batterie des Mèdes sur l'Île de Porquerolles
Il est cité par Julien Gracq dans son ouvrage Carnet du grand chemin (p.193) : 
"Intrépidité du snobisme : dans mon rêve de cette nuit, le suprême chic pour le monde élégant était de retenir, pour les vacances d'été, une tourelle cuirassée dans un des vieux men of war de rebut que l'État, en attendant l'enchère d'un ferrailleur, avait décidé de louer cette année-là au plus offrant. Ainsi, ne me tenant plus d'aise, je m'apprêtais à emménager dans la tourelle avant de l'antique croiseur cuirassé Amiral Aube, vétuste rafiot de la guerre de 1914, dont le nom surréaliste s'était fixé dans ma mémoire à l'époque où enfant je feuilletais dans le grenier je feuilletais la collection des numéros de L'Illustration de 1914-18" 

## Galerie

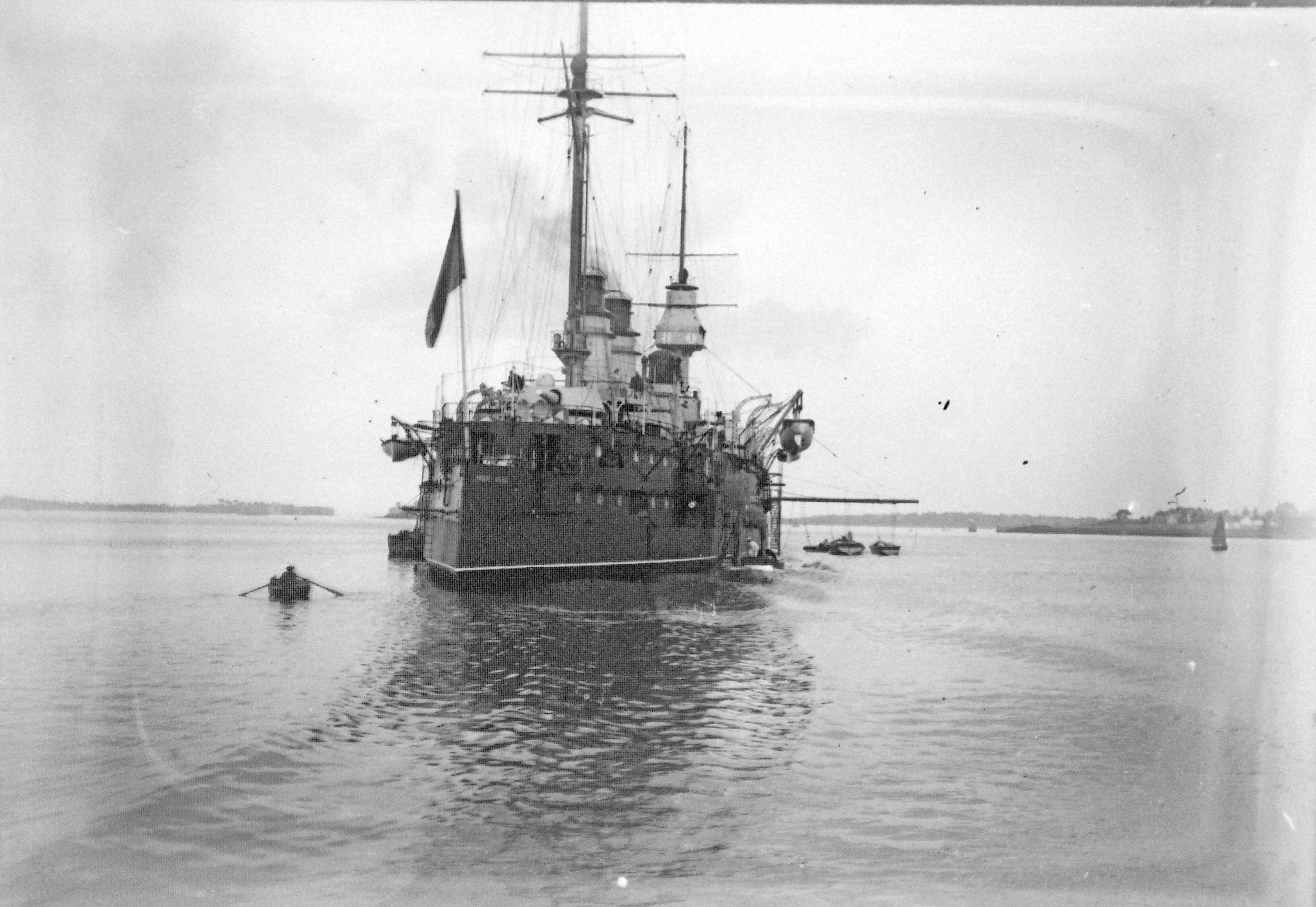
L'Amiral Aube à Lorient (sans doute en 1905).
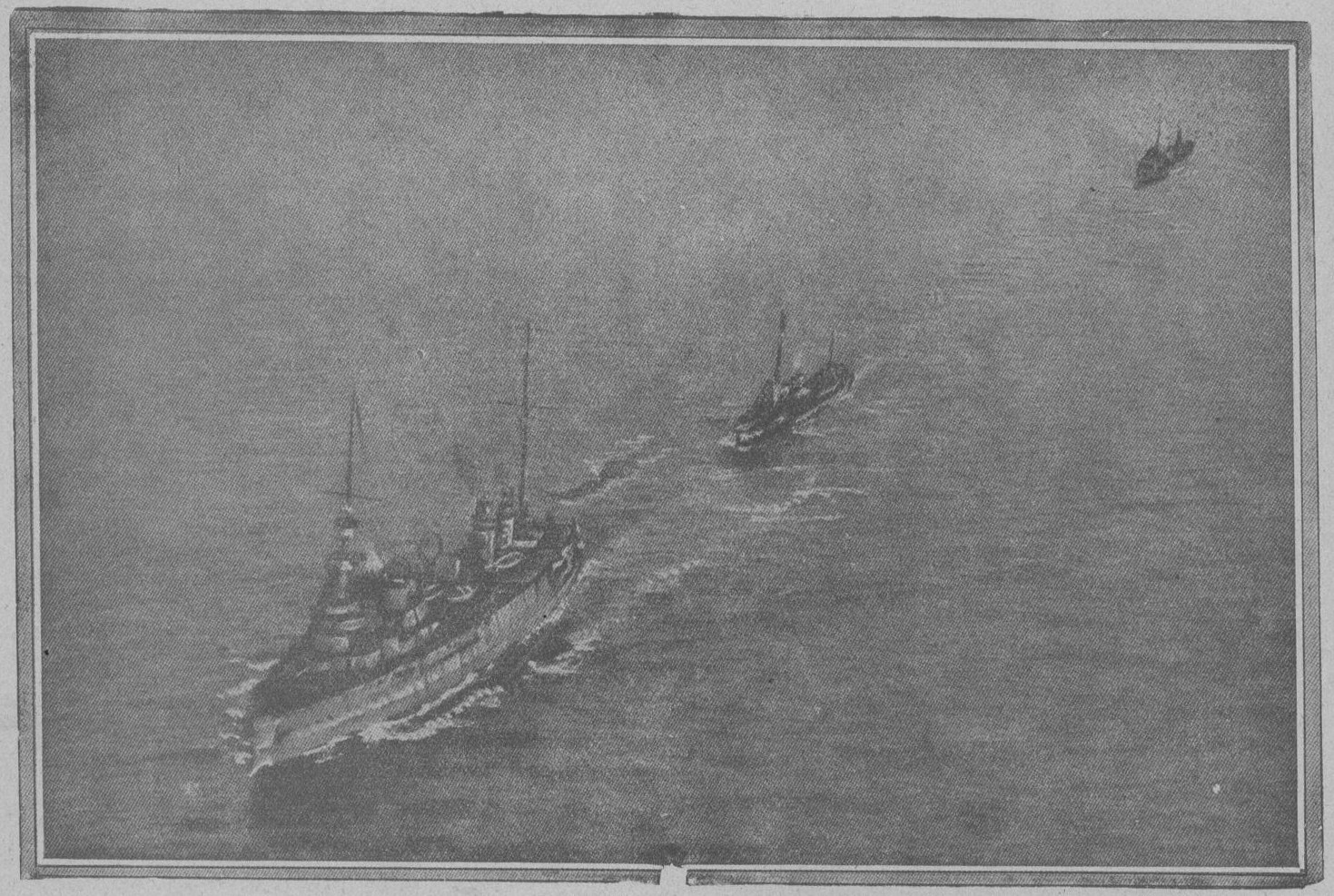
Le croiseur cuirassé Amiral Aube en 1915
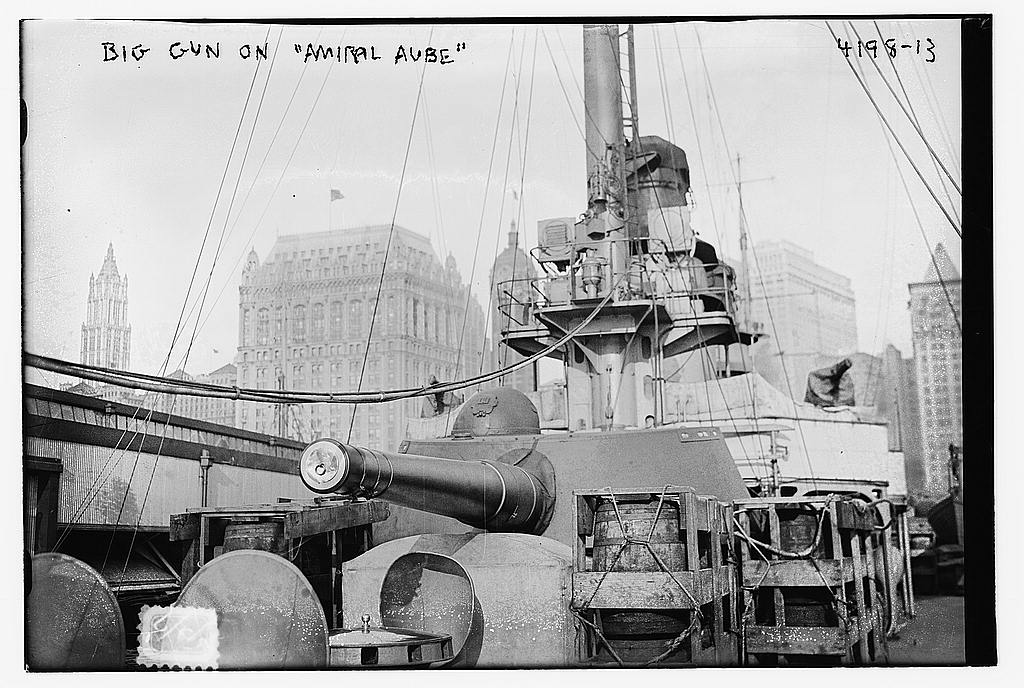
Canon principal de 184 mm sur l’Amiral Aube
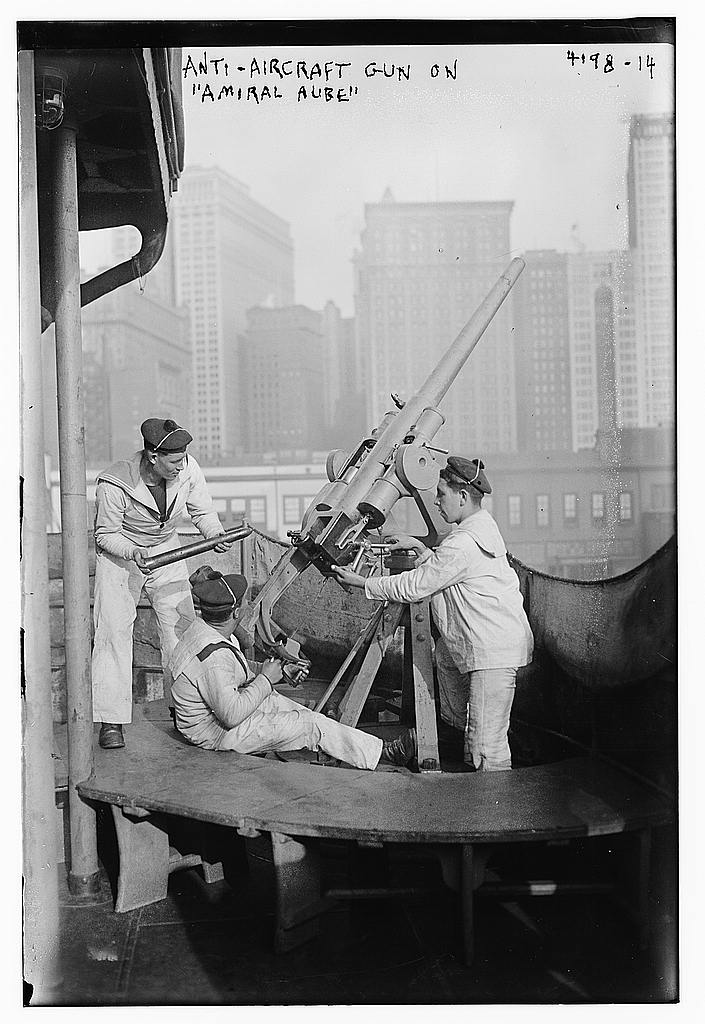
Marins servant un canon  Hotchkiss 47 mm sur l’Amiral Aube